# Nia DaCosta

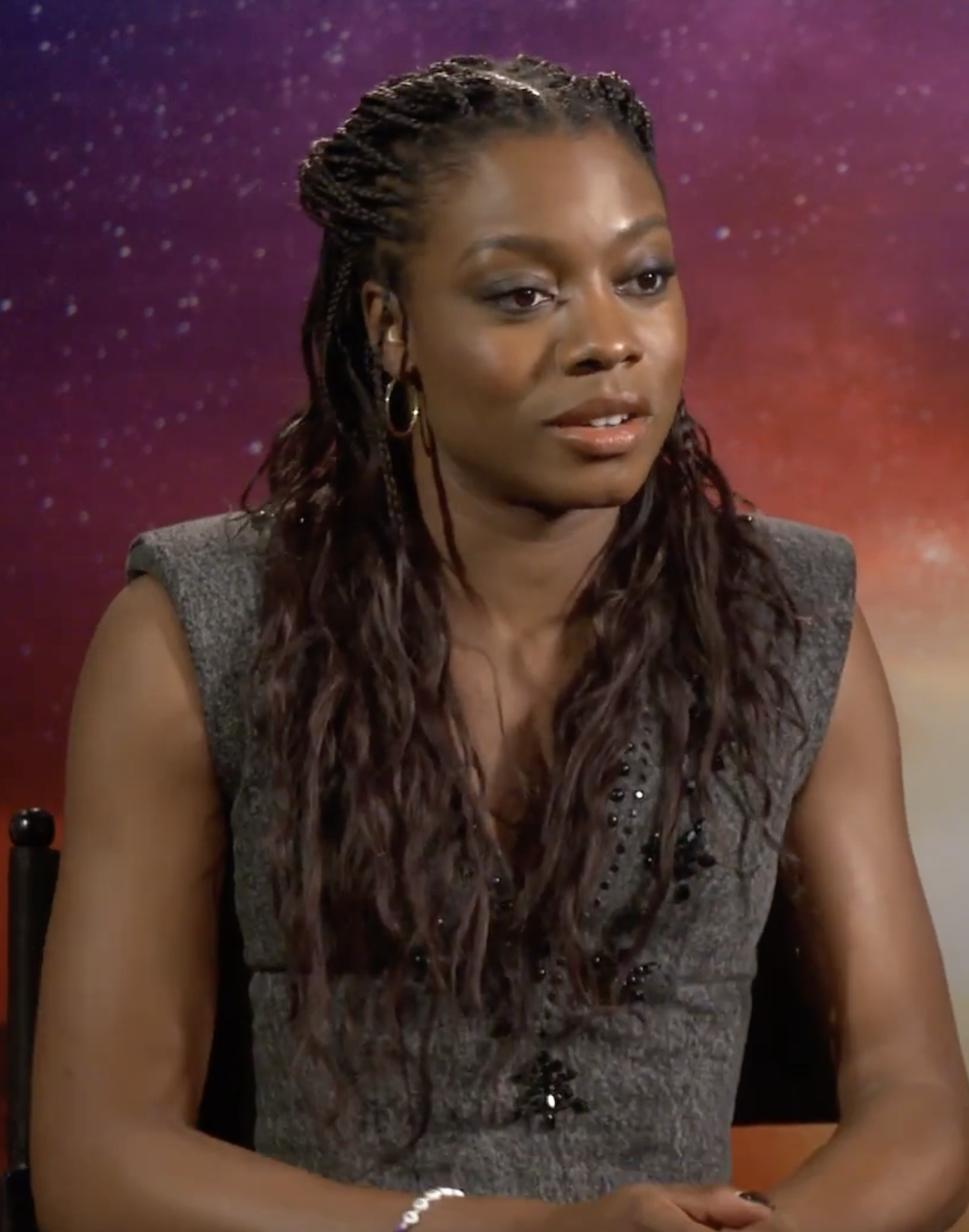
Nia DaCosta, 2023

Nia DaCosta (* 8. November 1989 in New York City) ist eine US-amerikanische Filmregisseurin und Drehbuchautorin.

## Leben
Nia DaCosta wurde 1989 im New Yorker Stadtbezirk Brooklyn geboren und wuchs größtenteils in Harlem auf. Sie besuchte die Tisch School of the Arts der New York University.
Für ihr Spielfilmdebüt Little Woods, das die Geschichte von Ollie Hale erzählt, gespielt von Tessa Thompson, sammelte sie ab 2014 Ideen. Bei ihrer Suche nach Gebieten in den USA, die für Frauen, die nach Abtreibungskliniken suchen, die größten Herausforderungen darstellen könnten, stieß sie auf Williston in North Dakota. Ihr Drehbuch für Little Woods war eines von 12 Projekten, die für die Sundance Screenwriters and Directors Labs 2015 ausgewählt wurden. Der Film feierte im April 2018 beim Tribeca Film Festival seine Weltpremiere.
Der Horror-Thriller Candyman, für den sie gemeinsam mit Jordan Peele und Win Rosenfeld auch das Drehbuch schrieb, ist DaCostas zweite Regiearbeit. Des Weiteren führte sie bei The Marvels, einer Fortsetzung von Captain Marvel, Regie. Der Film, der im November 2023 veröffentlicht wurde, hatte keinen Erfolg.
Im Dezember 2024 wurde der 16. Januar 2026 als Veröffentlichungstermin von 28 Years Later: The Bone Temple bekannt gegeben. Es handelt sich dabei um die von DaCosta inszenierte Fortsetzung zu 28 Years Later, der 2025 veröffentlicht werden soll.

## Filmografie
- 2013: Night and Day (Kurzfilm)
- 2018: Little Woods
- 2019: Top Boy (Fernsehserie, 2 Folgen)
- 2020: Candyman (Kurzfilm)
- 2021: Candyman
- 2023: The Marvels

## Auszeichnungen
Black Reel Award
- 2018: Nominierung für die Beste Nachwuchsregie (Little Woods)
- 2021: Nominierung für die Beste Regie (Candyman)
- 2021: Nominierung für das Beste Drehbuch (Candyman)[6]

Palm Springs International Film Festival
- 2021: Aufnahme in die Liste „10 Directors to Watch“ (Candyman)[7]

Tribeca Film Festival
- 2018: Nominierung als Bester Spielfilm (Little Woods)